# Reboelje
Reboelje was van 1987 tot 2003 een Friestalige folkrockband. De groep maakte niet alleen muziek, maar mengde de muziek ook met andere kunstvormen. Hun bekendste single was Marije Maria.

## Geschiedenis
De groep ontstond toen Rommert Reitsma, Durk Hogendorp en Tiede Lanting in contact kwamen met Marius de Boer en Tsjerk Bootsma. De vriendengroep oefende bij boer Bootsma in Kubaard en eindigde bij een talentenjacht in Assen op een gedeelde eerste plaats. Door de prijs, een dag studiotijd, kon de groep vier nummers op cassette opnemen onder de titel Yn In Sabeare Wrâld. Ze gaven veel optredens, bijvoorbeeld op Aaipop, en in 1989 kwamen ze met hun eerste cd: Skepper fan de Skepper.
De groep had buiten Friesland een beperkte bekendheid in de rest van Nederland maar had wel veel succes met optredens in Frankrijk en Engeland. In 1994 werd de cd Medusa gepresenteerd bij de première van een toneelvoorstelling met zwervers, gekken en pelgrims. In 1996 volgde de eerste volledige muziektheaterproductie: De Brulloft. Dit project omvatte film, dia's, muziek, toneel en theater. In 1999 speelde de band samen met Femmes Vattaal op Oerol. In 2001 speelden ze samen met Toerismo. 
In 2002 ging Reboelje weer het theater in met het show Blau Paradys. Opnieuw mengde de band muziek met andere kunstvormen. In deze show waren dat film, theater, beeldende kunst en poëzie. Ook Three-ality deed eraan mee. In datzelfde jaar won Reboelje ook de Bernlefprijs, die dat jaar door de provincie Friesland ingesteld was voor de beste cultuurprestatie in het jaar.
Een jaar later, tijdens de rockopera Gysbert, Gysbert, die in 2003 als eerbetoon voor de vierhonderd jaar geleden geboren dichter Gysbert Japicx opgevoerd werd, trok Marius de Boer zich terug om na te denken over zijn aandeel. Hij werd in de rockopera vervangen door Tsaerd Nauta. Op 2 november 2003 hield de groep op te bestaan. Vier bandleden gingen verder onder de naam Swee, maar Marius de Boer besloot een tijdlang met componeren en musiceren te stoppen. In 2005 begon hij weer als soloartiest onder de naam Mariusz.
Reboelje-oprichter en gitarist Tiede Lanting overleed op 30 mei 2018 op 52-jarige leeftijd.
Frontman Marius de Boer stierf op 28 mei 2023 na een kort ziekbed. Hij werd 62 jaar. 

## Bezetting
- Marius de Boer (zang, tekst en toetsen)
- Tsjerk Bootsma (dwarsfluit, zang en basgitaar)
- Durk Hogendorp (akoestische gitaar en zang)
- Tiede Lanting (gitaar)
- Rommert Reitsma (drums)

## Discografie

### Cd's
- 1987 - Reboelje yn in sabeare wrâld (demo)
- 1989 - Skepper fan de Skepper
- 1991 - Magysk Teater
- 1992 - Simmersnie
- 1993 - De fûgel yn dy
- 1994 - Medusa
- 1995 - Flecht
- 1996 - Merkeman
- 1996 - De Brulloft
- 1998 - Hotel Reboelje (compilatie)
- 2000 - De Oere 0 #1
- 2001 - Wûnslân

### Singles
- 1989 - De Spaanse mich / Trije
- 1990 - De swarte ridder / Sielesiik
- 1997 - It famke, de hûn en de houtkapper / Tunnel fan it ljocht
- 1998 - Marije Maria
- 1999 - In nij begjin
- 2000 - De lêste nacht / Oarlochstiid

## Projecten
- Medusa (1994)
- De Brulloft (1995)
- Eilân yn de see (1999)
- Wûnslân
- Blau Paradys
- Gysbert, Gysbert